# Wojciech Hora
Wojciech Hora – polski projektant mebli i przedmiotów użytkowych, profesor, nauczyciel akademicki, rektor Uniwersytetu Artystycznego im. Magdaleny Abakanowicz w Poznaniu w latach 2016–2020 oraz 2020–2024. 

## Życiorys
W 1987 roku ukończył studia na Wydziale Architektury Wnętrz i Wzornictwa Przemysłowego Poznańskiej Państwowej Wyższej Szkoły Sztuk Plastycznych. W tym samym roku rozpoczął pracę na macierzystej uczelni. Od 1991 roku kieruje Pracownią Bioniki na Wydziale Architektury i Wzornictwa. W 2007 roku uruchomił autorski kierunek Wzornictwa przy Wydziale Inżynierii Mechanicznej Uniwersytetu Technologiczno-Przyrodniczego w Bydgoszczy.

## Twórczość
Prowadzi własne autorskie studio projektowania: architektury, architektury wnętrz, form przemysłowych i mebla. Jest autorem wielu realizacji w kraju i za granicą (m.in. Anglia, Niemcy, USA). Brał udział w wielu zbiorowych i indywidualnych wystawach designu – w Poznaniu, Wrocławiu, Krakowie, Zielonej Górze i Warszawie. Prowadzi cykliczne warsztaty i wykłady na uczelniach w Holandii i Anglii.